# 小花梾木
小花梾木（学名：Swida parviflora）为山茱萸科梾木属下的一个种。其种加词“parviflora”意为“小花的”。
现接受名为小花梾木（Cornus parviflora S.S.Chien,1931）。